# گتا بارلاسو
گتا بارلاسو (به انگلیسی: Geta Burlacu) (زاده ۲۲ ژوئیه ۱۹۷۴) خواننده اهل مولداوی است.
او در مسابقه آواز یوروویژن ۲۰۰۸ نماینده مولداوی بود.